# Moxoena

Armênia em 150; Moxoena situa-se dentre as províncias mais ao centro-sul

Moxoena (em grego: Μοξουηνή; romaniz.: Moxouēné; em latim: Moxoena), Moque (em armênio: Մոկք; romaniz.: Mokkʿ) ou Bete-Moxaie (em siríaco: Bēθ-Moksāyē) foi um território do Reino da Armênia e mais tarde da Armênia Sassânida, localizado a leste de Arzanena, do sul do Lago de Vã ao norte do rio Botã.

## Toponímia
O nome Moxoena (Moxoene) só aparece em fontes antigas no início do século IV. Nos séculos posteriores, fontes armênias usaram o nome Moque (Mokkʿ). O antigo nome é preservado nos tempos modernos com os curdos locais usando o nome Miques (Miks) à principal cidade da região. Foram feitas tentativas para encontrar as atestações pré-armênias de Moxoena e alguns etnônimos foram sugeridos, incluindo Mucos (Μύκοι) de Heródoto, Musqui (Muški) de fontes assírias e τῶν Μοσχικῶν ὄρη ou Moxianos (Μοξιανοί) de Ptolomeu como atestado por ele na Geografia. No entanto, nenhum destes se enquadra nos critérios geográficos e linguísticos.

## História
Em 198, Moxoena emergiu em Corduena. O território era governado por uma dinastia local homônima, que de início esteve sujeita à autoridade do vitaxa de Arzanena. No Reino da Armênia, as famílias nobres tinham o dever de arregimentar cavaleiros ao exército real quando convocadas. A Lista Militar (Զորնամակ, Zōrnamak), o documento que indica a quantidade de cavaleiros que cada uma das famílias nobres devia ceder ao exército real em caso de convocação, afirma que Moxoena devia arregimentar mil soldados. Em 299, em decorrência da Paz de Nísibis firmada pelo xainxá Narses I (r. 293–302) com os imperadores Diocleciano (r. 284–305) e Galério (r. 293–311), Arzanena e seus principados dependentes, dentre os quais Moxoena, permaneceu sob a égide do Império Romano. Durante o reinado de Cosroes III (r. 330–339), o vitaxa Bacúrio buscou reverter sua vassalagem ao xainxá Sapor II (r. 309–379), mas foi derrotado pelos exércitos armeno-romanos enviados contra ele.
Durante a Batalha de Samarra em 363, os soldados romanos provavelmente marcharam através de Moxoena sob o comando dos generais Procópio e Sebastiano para se juntarem a Ársaces II. Durante as negociações territoriais daquele mesmo ano, o Império Sassânida exigiu Arzanena e suas dependentes, incluindo Moxoena. Após a guerra, Moxoena emergiu como uma nova entidade política parte do Império Sassânida. A diocese de Moxoena estava subordinada à Igreja do Oriente e pertencia ao nestorianismo. No século V, pouco antes da derrubada dos arsácidas e a criação da província local pelo Império Sassânida, a região ainda permanecia sob controle armênio, compondo um de seus maiores territórios. Sua família principesca continuou a existir até o século VII, quando seus domínios passaram aos Bagratúnios e então Arzerúnios, que foram reconhecidos no século X pelo Império Bizantino como príncipes (arcontes) de Moxoena.